# 명정동
명정동(明井洞)는 대한민국 경상남도 통영시의 행정동이다. 사적 236호 충렬사가 소재한 지역으로, 북포루 진입로 및 쓰레기 매립장이 있다. 예비군훈련장 및 사격장이 소재하며, 서호시장 500여 상인들이 활동하는 지역이다.

## 유래
옛날에는 서팬 또는 서면, 명정골이라 불리어 오고 있으며, 명정이라 창하게 된데에는 충렬사 아래에 어떤 한발이 들어도 물이 마르지 않는 정당새미의 일정(日井), 월정(月井), 우물명에서 일(日)과 월(月)을 합하고 정(井)을 이어서 명정이라 명하였으며, 충렬사가 있는 마을이라 하여 치일새 (충렬사의 와전된 명칭) 부르기도 하였다 한다. 명정동은 충렬사와 정당새미를 떼어 놓고 유래를 찾을 수 없다. 명정샘에 관해서는 현대 과학으로 이해 할 수 없는 신비스러운 사연이 있다. 지금으로부터 90여년전 마을 주민들이 정당새미 주변을 단장하기 위해 두개로 나뉘어져 있는 일정과 월정을 합정하여 이를 팔각정으로 곱게 꾸며 놓았다. 그런데 이상하게도 합정후 그 맑고 깨끗하던 샘의 물이 썩어가지 않는가. 물이 못쓰게 되자 주민들이 궁리 끝에 샘속에 향을 넣는 등 온갖 수단을 다 써 봤으나 소용이 없었다. 하는 수 없이 원상태로 2개로 분정하니 그때서야 물도 정상으로 환원되었다고 하며 이 명정샘을 주민들이 신성시 하여 상여가 나갈 때도 부정 탄다하여 지금도 피해간다.

## 법정동
- 서호동
- 명정동
- 평림동 일부

## 교육
- 충렬초등학교

## 관광
- 통영 충렬사 (사적 236호)
- 서호시장